# Thiago Silva
Thiago Silva (Rio de Janeiro, 22. rujna 1984.) brazilski je nogometaš koji igra na poziciji  braniča. Trenutačno igra za Fluminense.

## Vanjske poveznice
- Profil, Chelsea
- Thiago Silva, National-Football-Teams.com ‎ (engl.)
- Thiago Silva u UEFA-inim natjecanjima (arhivirane) (engl.)
- Thiago Silva na ForaDeJogu (arhivirane) (engl.)